# Josep Rueda i Cruz
Josep Rueda i Cruz   (Almeria, 6 d'octubre de 1945 - Manresa, 23 de desembre de 2019) va ser un activista social i polític manresà.
Nascut a Almeria, va arribar a Manresa als 9 anys. Va formar part de la llista electoral de Convergència i Unió el 1995 i va ser regidor municipal fins al 1999. En l'àmbit veïnal va presidir l'Associació de veïns de la Font dels Capellans durant 38 anys, fins al 2017. Entre els anys 2005 i 2007 va ser també president de la Federació d'Associacions de Veïns de Manresa (FAVM).
També va ser delegat sindical a la fàbrica Lemmerz per Comissions Obreres, sindicat en el qual va formar part de l'executiva local.
Juntament amb el seu company des de feia una trentena d'anys, Andreu Hernández, van ser la primera parella d'acollir-se, a Manresa, a la llei que va legalitzar els matrimonis homosexuals. Van casar-se el 3 de desembre de 2005.
El 2017 va rebre la Medalla de la Ciutat al Mèrit Cívic.